# جورج هاوارد ویلیامز
جورج هاوارد ویلیامز (انگلیسی: George Howard Williams؛ زاده ۱ دسامبر ۱۸۷۱ - درگذشته ۲۵ نوامبر ۱۹۶۳) سناتور سابق عضو جمهوری‌خواه بود. وی در سال ۱۹۲۵ تا ۱۹۲۶ میلادی سناتور ایالت اورگن در سنای ایالات متحده آمریکا بود.